# 혼바쇼

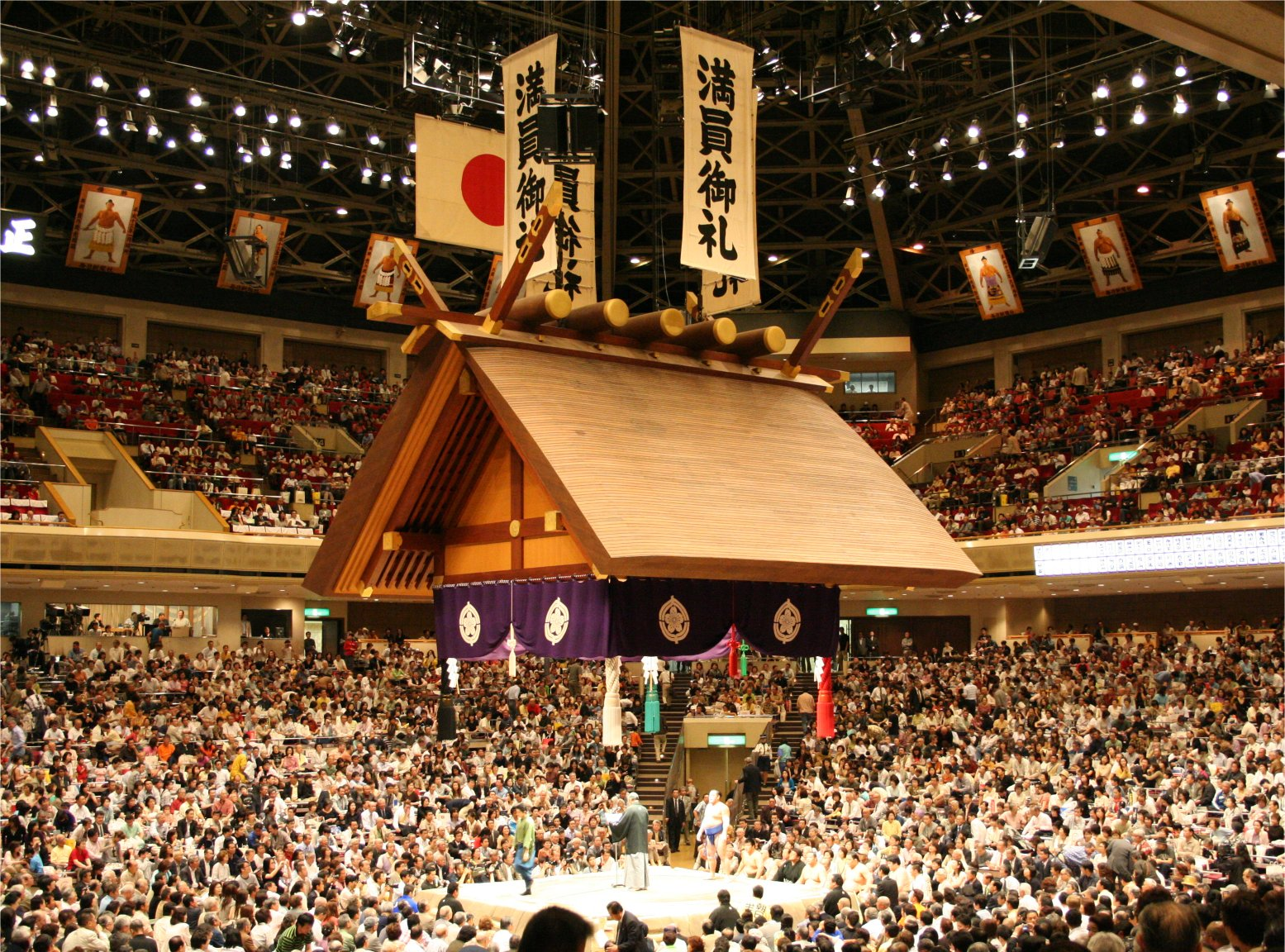

혼바쇼(일본어: 本場所)는 재단법인 일본 스모 협회가 정기적으로 여는 스모 대회이다.